# マジャール・ゾルタン
マジャール・ゾルタン(ハンガリー語: Magyar Zoltán, 1953年12月13日 - )は、1970年代に体操競技のあん馬で活躍したハンガリーの体操選手。
種目別あん馬でオリンピック（1976年、1980年）、世界選手権（1974年、1978年、1979年）で通算5連覇、ヨーロッパ選手権（1973年、1975年、1977年）、ワールドカップ（1975年、1978年）、ユニバーシアード（1977年、1979年）でも金メダルを獲得している。 
マジャールと名付けられたあん馬の2つの技、マジャール移動、マジャール・シュピンデルがある。
「あん馬の神様」と呼ばれ、1977年のユニバーシアード個人総合で10.00満点を出した。最大の勝利差は、1978年の世界選手権種目別の0.375ポイント差での勝利である。
その功績により、1974年、1978年、1980年に、Hungarian Sportsman of the yearに選ばれた。
個人総合の成績は、オリンピックでは1972年29位、1976年9位、1980年9位
、世界選手権では1974年15位、1978年12位、1979年18位だった。
1980年モスクワオリンピック後、引退し、引退後は獣医師を生涯の目標とし、動物病院を経営し、現在もブダペストに住んでいる。 
2012年5月、国際体操殿堂入りした
。